# Metacatharsius tuberifrons
Metacatharsius tuberifrons là một loài bọ cánh cứng trong họ Bọ hung (Scarabaeidae).